# Manfred Bues (Ökonom)
Manfred Bues ist ein deutscher Ökonom, Manager, Autor und Stiftungsvorstand, der als Professor für Wirtschaftsinformatik in Deutschland und Vietnam lehrte.

## Leben und Wirken
Manfred Bues absolvierte von 1958 bis 1962 ein Studium der Wirtschaftswissenschaften an der Georg-August-Universität Göttingen, wobei er sich auf Fragen der Organisation, Ökonometrie und Informationsverarbeitung konzentrierte.
Nach dem Studium arbeitete er von 1963 bis 1966 als Softwareentwickler bei der Baloise in Basel.- Danach übte Bues bis 1968 die Funktion des Chief Information Officer des deutschen Zweiges von The Gillette Company aus. Dieselbe Aufgabe nahm er dann bis 1971 für VSM Vereinigte Schmirgel- und Maschinen-Fabriken wahr. Im Anschluss war Manfred Bues der Chief Financial Officer der Wilhelm Weber GmbH & Co. KG (Tochtergesellschaft der Borden Inc, Columbus, Ohio) in Pfungstadt für den gesamten kaufmännischen Bereich verantwortlich.
Von 1985 bis 1994 leitete im Nebenamt zu seiner Professur das Steinbeis Transferzentrum für Kommunikations- und Informationsmanagement in Freiburg/Deutschland.
Früh sprach sich Manfred Bues für eine dezentralisierte Informationsverarbeitung in Unternehmen aus: „Obwohl sich ein Großteil der Datenverarbeiter mittlerweile klar darüber sei, daß eine wirtschaftlich sinnvolle Informationsverarbeitung mittelfristig nur durch den Mikrocomputereinsatz zu realisieren ist, gebe es dennoch viele DV-Leiter, die dieser Entwicklung bremsend entgegenwirkten.“
1973 wurde Bues als Professor für Wirtschaftsinformatik an die University of Applied Science in Furtwangen berufen, wo er bis zum Jahr 2007 lehrte. - An der Vietnamesisch-Deutschen Universität in Ho-Chi-Minh-Stadt (ex Saigon) war Manfred Bues 2009 der Mitgründer eines neuen Studienganges„Business Information Systems“ und lehrte dort bis 2017 als Professor.
2008 schloss er eine vierjährige Ausbildung zum Yogalehrer (BDY/EYU) ab und ist seither in dieser Aufgabe aktiv. Er fühlt sich besonders dem Raja-Yoga und der Philosophie der Advaita Vedanta verbunden.
Ein besonderes Anliegen ist Manfred Bues neben seiner beruflichen Tätigkeit der Kulturaustausch zwischen Europa und Asien. 10 Jahre lang (bis 2016) war er Vorstand der Lama und Li Gotami Govinda Stiftung, eine buddhistische Organisation.
Seit 2013 verbringt er jedes Jahr mehrere Monate in Südost-Asien, hauptsächlich in Sri Lanka und Vietnam.
Seit 2017 hat er seinen Wohnsitz in Aesch/Schweiz.

## Werke
- Offene Systeme: Strategien, Konzepte und Techniken für das Informationsmanagement. Springer-Verlag 2013 (ISBN 978-3-642-78289-3)
- Die Zukunft der IT ist web-based. Zürich: Schweizerischer Verband der Informations- und Kommunikationstechnologie 2001
- Objektorientierte Technologien. Zürich: Schweizerische Vereinigung für Datenverarbeitung 1994
- Der Schlüssel zum Programmieren: Programmier-Logik, Einführung in COBOL, Einführung in Assembler (mit Claus Jordan). Reinbek bei Hamburg: Rowohlt Verlag 1980 (ISBN 978-3-499-17314-1)
- Datenverarbeitung. Fallstudien. Bremen: Verwaltungsfachverlag Springel 1977
- EDV mit Magnetplatte. Frankfurt am Main: Rationalisierungs-Kuratorium d. Dt. Wirtschaft 1975